# Bernhard Rösch

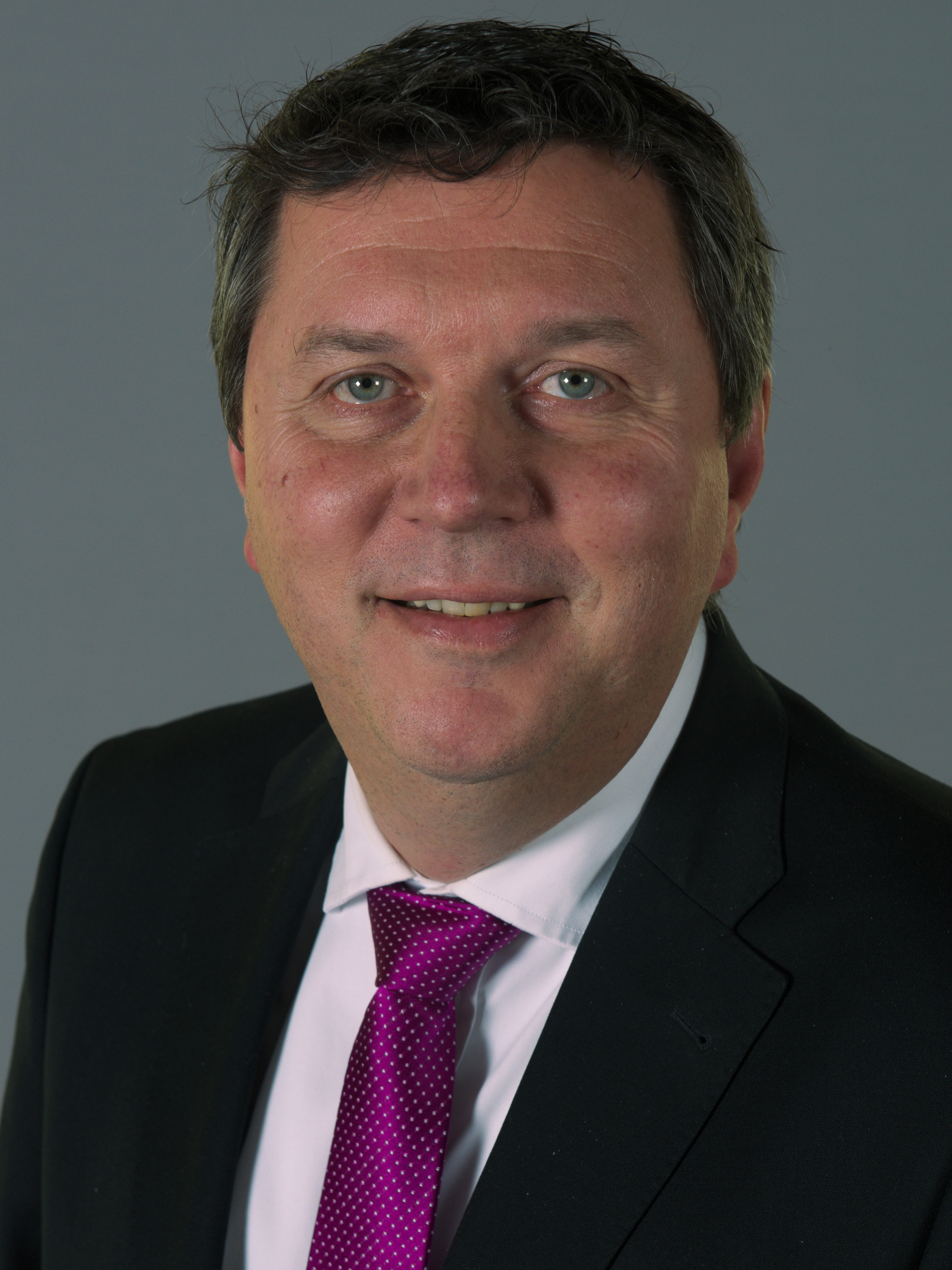
Bernhard Rösch (2017)

Bernhard Rösch (* 3. Februar 1963 in Wien) ist ein österreichischer Politiker der Freiheitlichen Partei Österreichs (FPÖ). Rösch ist seit 2008 Fraktionsvorsitzender, Landes- und Bundesobmann der Freiheitlichen Arbeitnehmer. Von 2010 bis 2015 war er Abgeordneter zum Wiener Gemeinderat und Landtag. Vom 24. November 2015 bis zum 23. November 2020 war er vom Wiener Landtag entsandtes Mitglied des österreichischen Bundesrats. Rösch ist Alter Herr der deutschnationalen Wiener akademischen Burschenschaft Gothia.

## Werdegang
Bernhard Rösch absolvierte 1985 die Matura zum Maschinenbauingenieur in Waidhofen/Ybbs und begann 1986 das Studium der Volkswirtschaft und der Rechtswissenschaft an der Universität Wien. 1987 begann er bei einer Versicherung im Außendienst (Wien) zu arbeiten und wurde bereits 1988 zum Wiener Betriebsrat gewählt.
Im Jahr 1990 wurde Rösch Bezirksrat in Wien-Neubau (bis heute) und vier Jahre später trat er den Freiheitlichen Arbeitnehmern bei. Dort wurde er 1995 Kammerrat und Mitglied des Vorstandes der Arbeiterkammer Wien (bis heute). 1996 wurde er zum Zentralbetriebsrat und Europabetriebsrat für ca. 800 Mitarbeiter gewählt und ein Jahr darauf kam er in den Bundesvorstand der Freiheitlichen Arbeitnehmer. 1998 wurde er Vorstandsmitglied der Wiener Gebietskrankenkasse und im darauffolgenden Jahr GPA-Wien-Fraktionsführer.
2002 wurde er Mitglied der Generalversammlung der Wiener Gebietskrankenkasse und 2004 übernahm er den Fraktionsvorsitz der Freiheitlichen Arbeitnehmer. 2005 nahm er den Beirat für Arbeitnehmer für die Bundes-FPÖ an und absolvierte die Betriebsräteakademie. Seit 2006 ist Bernhard Rösch Landesobmann der Freiheitlichen Arbeitnehmer Wien und Mitglied im Vorstand der Freiheitlichen Partei Landesgruppe Wien. Weiters wurde er in die Bundesarbeiterkammer-Hauptversammlung berufen. Seit 2008 ist Rösch Fraktionsvorsitzender, Landes- und Bundesobmann der Freiheitlichen Arbeitnehmer.
Nach der Landtags- und Gemeinderatswahl in Wien 2020 schied er mit 23. November 2020 aus dem Bundesrat aus.